# Eugeniusz Włosek
Eugeniusz Włosek (ur. 8 stycznia 1937 w Miroszowie) – polski działacz partyjny i państwowy, były I sekretarz Komitetu Powiatowego PZPR w Miechowie, w latach 1976–1978 wicewojewoda kielecki.

## Życiorys
Syn Błażeja i Tekli. Wstąpił do Polskiej Zjednoczonej Partii Robotniczej, w latach 60. był sekretarzem ds. organizacyjnych w Komitetach Powiatowych PZPR w Miechowie i Brzesku. W latach 1971–1974 pełnił funkcję I sekretarza KP PZPR w Miechowie. Od 1974 kierował Wydziałem Rolnym Komitetu Wojewódzkiego PZPR w Krakowie, następnie przeszedł do analogicznego komitetu w Kielcach. Od 1976 do 1978 zajmował stanowisko wicewojewody kieleckiego, odpowiedzialnego za pion rolny. Później zajmował stanowisko sekretarza i członka egzekutywy kieleckiego Komitetu Wojewódzkiego. W III RP działał jako wspólnik i członek rad nadzorczych przedsiębiorstw, a także syndyk masy upadłościowej.